# جون جونز (مخرج تلفزيوني)
جون جونز (بالإنجليزية: Jon Jones)‏ (و. 1967  م) هو مخرج تلفزيوني، وكاتب سيناريو، ومخرج أفلام بريطاني.

## وصلات خارجية
- جون جونز على موقع IMDb (الإنجليزية)
- جون جونز على موقع ألو سيني (الفرنسية)
- جون جونز على موقع أول موفي (الإنجليزية)
- جون جونز على موقع قاعدة بيانات الأفلام السويدية (السويدية)
- جون جونز على موقع قاعدة بيانات الفيلم (الإنجليزية)
- جون جونز على موقع كينوبويسك (الروسية)